# Inga coragypsea
Inga coragypsea är en ärtväxtart som beskrevs av Uribe. Inga coragypsea ingår i släktet Inga och familjen ärtväxter. IUCN kategoriserar arten globalt som sårbar. Inga underarter finns listade i Catalogue of Life.